# Donald Hanchon
Donald Francis Hanchon más conocido como Donald Hanchon (n. Jackson, Míchigan, Estados Unidos, 9 de octubre de 1947) es un obispo católico estadounidense.
Él es de ascendencia polaca. En su juventud al descubrir que tenía vocación religiosa, quiso ingresar en el Seminario Provincia de San Juan, que es perteneciente a la Arquidiócesis Católica de Detroit. 
En este seminario realizó toda su formación eclesiástica y al terminarla finalmente fue ordenado sacerdote el día 19 de octubre de 1974, por el entonces Cardenal-Arzobispo Metropolitano «Monseñor» John Francis Dearden.
Tras su ordenación comenzó a servir en numerosas de la Arquidiócesis. Cabe destacar que durante la década de 1980, comenzó a estudiar la cultura española y la cultura mexicana, para poder servir mejor a la población de dichos países que comenzaban a asentarse en gran número durante toda las regiones que engloba a la arquidiócesis. Para estudiar estas materias se fue a México durante un tiempo y también asistió al «Mexican American Catholic College» de San Antonio (Texas).
Tras numerosos años de trabajo como sacerdote, el 22 de marzo de 2011 ascendió al episcopado, cuando Su Santidad el Papa Benedicto XVI le nombró como nuevo Obispo Auxiliar de Detroit y como Obispo Titular de la antigua Sede de Horreomargum.
Recibió la consagración episcopal el día 5 de mayo de ese mismo año, a manos del Arzobispo Metropolitano «Monseñor» Allen Henry Vigneron actuando en calidad de consagrante principal. Y como co-consagrantes tuvo al entonces Arzobispo de Saint Paul y Minneapolis «Monseñor» John Clayton Nienstedt y al Obispo de Winona «Monseñor» John Michael Quinn.
Ese mismo día se produjo la consagración episcopal de los también nuevos obispos auxiliares de Detroit, «Monseñor» Michael Jude Byrnes y «Monseñor» José Arturo Cepeda Escobedo.
El 3 de marzo de 2023 fue aceptada su renuncia al cargo de obispo auxiliar de la Archidiócesis de Detroit.